# Korrigan
A Korrigan a breton hagyomány egy mondabeli lénye, több szempontból hasonló a közismert törpéhez.

## Etimológia
A Korrigan szó (korr - törpe, ig kicsinyítő képző, an név-végződés, többes számban: Korriganed) jelentése "Kicsi Törpe". Gyakran előfordul a francia mintára képzett nőnemű Korrigane, mely általában "rossz szándékú tündér"-t takar. Más kelta nyelvekben is hasonló a törpét jelző szó (vö a Welsh corr vagy a Cornwall ősi kelta nyelvén cor).

## Leírás
A Korriganed, más néven poulpiquet-ek, kormandon-ok, kérion-ok, vagy korrigans, oly tünemények, melyek leginkább törpékre vagy koboldokra emlékeztetnek a kelta hagyományokban, ám említés róluk leginkább a breton kultúrában maradt fenn. Rossz- vagy jószándékúak, s leírásuk is gyakran változik. Például rendelkezhetnek gyönyörű hajjal és vörös szemmel, és ezek segítségével megbabonázhatják a halandókat. Gyakran forrásokat és kutakat is megszállhatnak.
Egy breton monda szerint kicsik, feketék és szőrösek, fejüket bársonyszalagos lapos fekete kalap fedi, asszonyaik fejét pedig lila fityula fedi. Egy másik monda azt meséli el, hogy az est elérkeztével a halandókat tüzekhez vonzzák, melyek körül bűvös táncukat lejtik. Amennyiben a halandó csatlakozik e tánchoz, óhatatlanul csapdába esik, és vagy meghal, vagy egy földalatti barlangba kerül. A középkorban gyakran az ő művüknek tekintették a boszorkányköröket, melyeket a hiedelem szerint az éjszakai táncukhoz készítettek el a nap folyamán. Aki napközben megzavarja a Korrigan-ok készülődését, nehéz próbatétel előtt találhatja magát, melyet ha helyesen megválaszol, kívánsága valóra válik, amennyiben viszont kudarcot vall, csapdába esik és a pokolban vagy egy földalatti barlangban találhatja magát a menekülés reménye nélkül. Évről évről október 31-én állítólag dolmenek tövében várják az odatévedő szerencsétleneket, kiket aztán az alvilágba ragadnak el, ahol a halottak vétkeiért kell bűnhődniük. Ezen történet azonban nem a keresztény halottak napjával van kapcsolatban, hanem az ősi kelta újév, a Samhain ünnepével.
Néha a Korrigan-okra, mint Bretagne katolicizálódása előtti idők jelképére tekintenek, és ebből fakad a számos mókás elbeszélés, melynek helyszíne egy templom vagy kolostor környéke, és szenvedő alanya egy-egy kevéssé szimpatikus pap.

## Bibliográfia
- Philippe Le Stum : Fées, Korrigans & autres créatures fantastiques de Bretagne, Ouest-France, 2003